# Port Authority Trans-Hudson

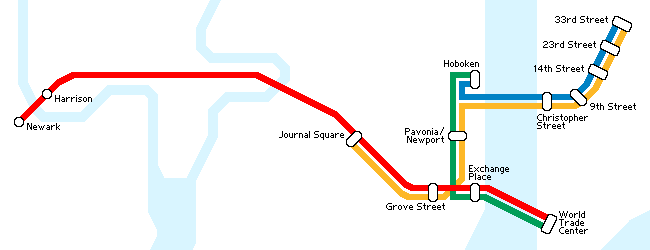
Schema sítě PATH

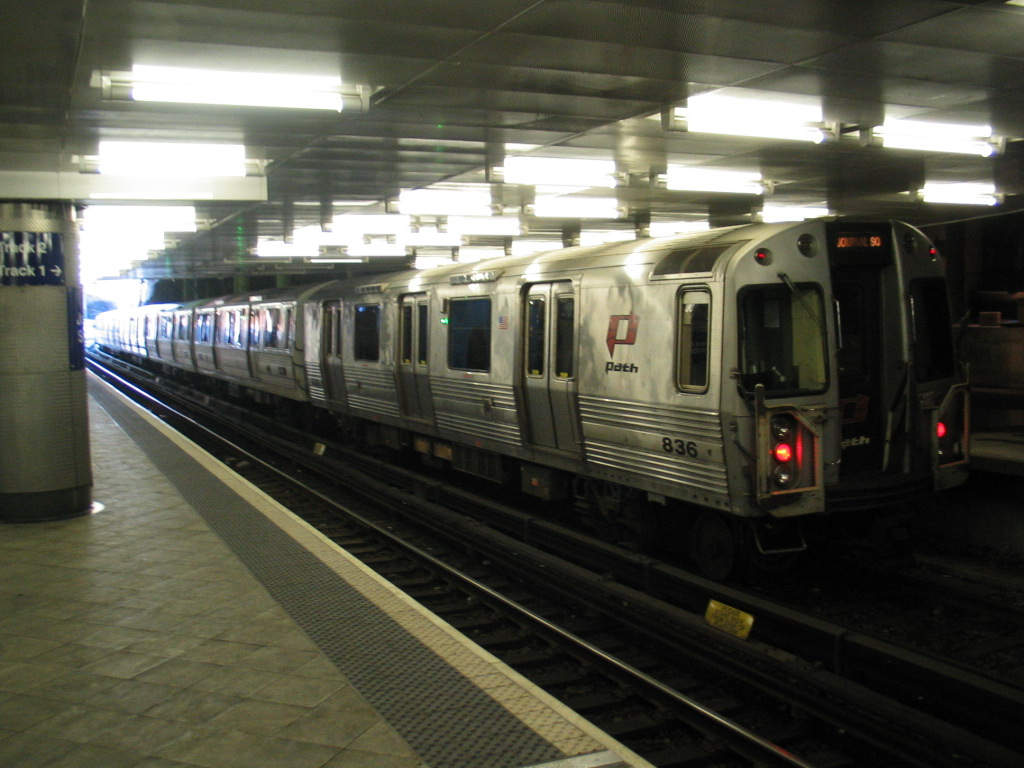
Souprava PATH

Port Authority Trans-Hudson (PATH) je podzemní dráha spojující americká města Jersey City a New York City. Ve státě New Jersey obsluhuje dále města Hoboken, Harrison a Newark. PATH je jednou z mála dopravních služeb, která pracuje nepřetržitě.
Společnost vznikla původně pod názvem Hudson and Manhattan Railroad.
Dráha o 4 linkách a 13 stanicích dosahuje celkové délky 22,2 km. Byla spuštěna roku 1908.